# 라인 샤프트
라인샤프트(영어: line shaft)는 산업혁명 시기부터 20세기 초까지 광범위하게 사용된 동력전달용 회전축이다. 지금에야 필요한 기계장치에 동력을 각각 연결하여 사용하지만 과거에는 중앙동력공급장치가 하나 설치되고 동력이 필요한 기계에는 벨트풀리 등으로 중앙동력공급장치에 연결하여 동력을 배분받아 사용해 왔다. 지금도 오래된 시골 방앗간을 가면 볼 수 있는 동력전달장치이다.